# Liste der Baudenkmale in Dallgow-Döberitz
In der Liste der Baudenkmale in Dallgow-Döberitz sind alle denkmalgeschützten Bauten der brandenburgischen Gemeinde Dallgow-Döberitz und ihrer Ortsteile aufgelistet. Grundlage ist die Veröffentlichung der Landesdenkmalliste mit dem Stand vom 31. Dezember 2023.

## Baudenkmale in den Ortsteilen
In den Spalten befinden sich folgende Informationen:
- ID-Nr.: Die Nummer wird vom Brandenburgischen Landesamt für Denkmalpflege vergeben. Ein Link hinter der Nummer führt zum Eintrag über das Denkmal in der Denkmaldatenbank. In dieser Spalte kann sich zusätzlich das Wort Wikidata befinden, der entsprechende Link führt zu Angaben zu diesem Denkmal bei Wikidata.
- Lage: die Adresse des Denkmales und die geographischen Koordinaten. Link zu einem Kartenansichtstool, um Koordinaten zu setzen. In der Kartenansicht sind Denkmale ohne Koordinaten mit einem roten beziehungsweise orangen Marker dargestellt und können in der Karte gesetzt werden. Denkmale ohne Bild sind mit einem blauen bzw. roten Marker gekennzeichnet, Denkmale mit Bild mit einem grünen beziehungsweise orangen Marker.
- Bezeichnung: Bezeichnung in den offiziellen Listen des Brandenburgischen Landesamtes für Denkmalpflege. Ein Link hinter der Bezeichnung führt zum Wikipedia-Artikel über das Denkmal.
- Beschreibung: die Beschreibung des Denkmales
- Bild: ein Bild des Denkmales und gegebenenfalls einen Link zu weiteren Fotos des Baudenkmals im Medienarchiv Wikimedia Commons

### Dallgow-Döberitz
| ID-Nr.                           | Lage                                  | Bezeichnung                                                                       | Beschreibung | Bild                                                                              |
| -------------------------------- | ------------------------------------- | --------------------------------------------------------------------------------- | --- | --------------------------------------------------------------------------------- |
| 09150039 Wikidata                | Johann-Sebastian-Bach-Straße 6 (Lage) | Dorfkirche                                                                        | Die evangelische Kirche ist die ehemalige Kirche des Dorfes Dallgow. Ursprünglich war die Kirche ein spätgotischer Bau, er wurde aber Ende des 17. Jahrhunderts umgebaut. Im Inneren stammt die Kanzel aus dem Jahr 1674. | weitere Bilder                                                                    |
| 09150507                         | (Lage)                                | Kompensationsscheibe des ehemaligen Fliegerhorstes Staaken                        | Die Kompensationscheibe auf dem Flugplatz Staaken stammt aus den 1930er Jahren und diente der Justierung von Kompassen in Flugzeugen. Das Flugzeug wurde auf der Scheibe gedreht und die von den Geräten angezeigte Richtung mit der tatsächlichen Richtung verglichen. Heute wird der auf Brandenburger Gebiet gelegene Teil des Flughafens von einem Solarpark genutzt. Die Scheibe liegt unmittelbar an der Grenze zu Berlin nördlich des Brunsbütteler Damms bereits innerhalb der Umzäunung des Solarparks. | Kompensationsscheibe des ehemaligen Fliegerhorstes Staaken                        |
| 09150040 Wikidata                | Bahnhofstraße 22 (Lage)               | Dorfschmiede                                                                      | | Dorfschmiede                                                                      |
| 09150038 Wikidata                | Bahnhofstraße 151 (Lage)              | Bahnhof mit Empfangsgebäude und Güterschuppen sowie Stellwerk Dwt                 | Der Bahnhof wurde 1871 eröffnet. Aus jener Zeit stammt auch das Empfangsgebäude aus Backstein mit angrenzendem Güterschuppen. Die Unterführung unter den Gleisen mit den Fachwerk-Zugangsbauten an beiden Bahnhofsseiten und auf dem Bahnsteig wurde um 1910 gebaut. Aus jener Zeit stammen auch die drei Stellwerke, das Befehlsstellwerk Dl sowie die Wärterstellwerke Dot und Dwt. Die Stellwerke waren mit der in Deutschland nur wenig vorkommenden Technik „Mechanisch Siemens und Halske“ ausgestattet. Außerbetriebnahme der Stellwerke war Anfang der 1990er, das Dl wurde beim Streckenausbau Ende der 1990er Jahre ebenso wie ein Toilettenhäuschen abgerissen wurden. Die beiden noch vorhandenen Wärterstellwerke sind heute in einem ruinösen Zustand. Die Technik wurde bei beiden Stellwerken ausgebaut. | weitere Bilder                                                                    |
| 09150746 Teilobjekt zu: 09150038 | Bahnhofstraße 151 (Lage)              | Bahnhofsempfangsgebäude                                                           | | Bahnhofsempfangsgebäude                                                           |
| 09150747 Teilobjekt zu: 09150038 | Bahnhofstraße 151 (Lage)              | Güterschuppen                                                                     | | Güterschuppen                                                                     |
| 09150748 Teilobjekt zu: 09150038 | Bahnhofstraße 151 (Lage)              | Toilettenhaus                                                                     | abgerissen | BW                                                                                |
| 09150749 Teilobjekt zu: 09150038 | Bahnhofstraße 151 (Lage)              | Unterführung                                                                      | Die Unterführung geht vom Empfangsgebäude zum Märkischen Platz. | Unterführung                                                                      |
| 09150750 Teilobjekt zu: 09150038 | Bahnhofstraße 151 (Lage)              | Stellwerk                                                                         | Das Stellwerk DJ stand mitten auf dem Bahnhofsgelände; mittlerweile abgerissen. | BW                                                                                |
| 09150751 Teilobjekt zu: 09150038 | Bahnhofstraße 151 (Lage)              | Stellwerk                                                                         | Es handelte sich um das frühere Stellwerk Dwt. | BW                                                                                |
| 09150037 Wikidata                | Hamburger Chaussee (Lage)             | Sowjetischer Ehrenfriedhof an der B 5                                             | Mahnmal mit Sowjetstern auf Podest mit Stufen für 628 Gefallene, seitliche Halbreliefs mit Kampfszenen. Dazu vier Stelen mit den Namen Gefallener und fünf kleinere Gräber. | Sowjetischer Ehrenfriedhof an der B 5                                             |
| 09150664 Wikidata                | Johann-Sebastian-Bach-Str. 6 (Lage)   | Pfarrgehöft, bestehend aus Pfarrhaus und Stallgebäude                             | | weitere Bilder                                                                    |
| 09150665 Teilobjekt zu: 09150664 | Johann-Sebastian-Bach-Str. 6 (Lage)   | Pfarrhaus                                                                         | | Pfarrhaus                                                                         |
| 09150666 Teilobjekt zu: 09150664 | Johann-Sebastian-Bach-Str. 6 (Lage)   | Stall                                                                             | | Stall                                                                             |
| 09150470                         | Hasenheidenberg (Lage)                | Denkmal für ein Manöver König Friedrichs II. von Preußen, in der Döberitzer Heide | Der aus rotem Granit erbaute Obelisk und das dazugehörige gusseiserne Geschützrohr stammen aus dem Jahr 1903. | Denkmal für ein Manöver König Friedrichs II. von Preußen, in der Döberitzer Heide |
| 09151015 Wikidata                | Seegefelder Straße 33 (Lage)          | Wirtschaftsgebäude                                                                | | Wirtschaftsgebäude                                                                |
| 09150427 Wikidata                | Wilhelmstraße (Lage)                  | Wasserturm und Baracke Nr. 34 des Lagers Döberitz                                 | Das Offizierskasino wurde im März/April 2014 nach einem Teileinsturz abgerissen, es steht daher nicht mehr als Baudenkmal in der Denkmalliste. Weiter geschützt sind der Wasserturm und die Baracke. | weitere Bilder                                                                    |
| 09150920 Teilobjekt zu: 09150427 | Wilhelmstraße (Lage)                  | Offizierscasino                                                                   | Das Gebäude wurde im April 2014 abgebrochen. | BW                                                                                |
| 09150921 Teilobjekt zu: 09150427 | Wilhelmstraße (Lage)                  | Wasserturm                                                                        | | BW                                                                                |
| 09150922 Teilobjekt zu: 09150427 | Wilhelmstraße (Lage)                  | Mannschaftsbaracke                                                                | | BW                                                                                |
| 09150506 Wikidata                | Wilhelmstraße 2 (Lage)                | Zwei Wohnhäuser                                                                   | Die beiden benachbarten zweigeschossigen Wohnhäuser stammen beide aus der Zeit zwischen 1901 und 1915. | weitere Bilder                                                                    |
| 09150977 Teilobjekt zu: 09150506 | Wilhelmstraße 2 (Lage)                | Wohnhaus                                                                          | Es ist das rechte Wohnhaus. | Wohnhaus                                                                          |
| 09150978 Teilobjekt zu: 09150506 | Wilhelmstraße 2 (Lage)                | Wohnhaus                                                                          | Es ist das linke Wohnhaus. | Wohnhaus                                                                          |
| 09150432 Wikidata                | Wilhelmstraße 4 (Lage)                | Postamt                                                                           | Das Postamt stammt aus der Zeit zwischen 1916 und 1918 und ist ein zweigeschossiger, verputzter Ziegelbau mit Satteldach. | Postamt                                                                           |

### Rohrbeck
| ID-Nr.                           | Lage   | Bezeichnung | Beschreibung | Bild           |
| -------------------------------- | ------ | ----------- | --- | -------------- |
| 09150043 Wikidata                | (Lage) | Dorfkirche  | Die evangelische Kirche stammt aus dem Mittelalter. Im Inneren stammt der Altaraufsatz aus der Zeit Anfang des 18. Jahrhunderts. Aus der gleichen Zeit stammt der schwebende Taufengel. | weitere Bilder |
| 09150765 Teilobjekt zu: 09150043 | (Lage) | Taufengel   | | BW             |
| 09150562 Teilobjekt zu: 09150043 | (Lage) | Orgel       | | BW             |

### Seeburg
| ID-Nr.            | Lage                          | Bezeichnung                                                                         | Beschreibung | Bild           |
| ----------------- | ----------------------------- | ----------------------------------------------------------------------------------- | --- | -------------- |
| 09150512 Wikidata | Potsdamer Chaussee 15a (Lage) | Dorfkirche mit Kirchhof und Umfassungsmauer                                         | Die Dorfkirche ist im Zweiten Weltkrieg ausgebrannt. Die Ostteile wurden bis 1948, der Rest einschließlich des Turmes wurde von 2000 bis 2002 wiederaufgebaut. Im Ursprung war es ein Feldsteinbau aus dem Anfang des 13. Jahrhunderts. | weitere Bilder |
| 09150511          | Engelsfelde (Lage)            | Gemeinschaftsgrabstätte für ermordete Antifaschisten und deutsche Soldaten, im Wald | | weitere Bilder |